# Wilhelm Döllen
Johann Heinrich Wilhelm Döllen, meist nur Wilhelm Döllen (russisch Вильгельм Карлович Дёллен/Wilgelm Karlowitsch Djollen; * 13. Apriljul. / 25. April 1820greg. in Mitau; † 4. Februarjul. / 16. Februar 1897greg. in Jurjew) war ein deutschbaltischer Astronom an der Pulkowo-Sternwarte bei Sankt Petersburg.

## Leben
Von 1837 bis 1840 studierte er an der Kaiserlichen Universität Dorpat.
Seit 1871 war er korrespondierendes Mitglied der Russischen Akademie der Wissenschaften in Sankt Petersburg. 1872 wurde er in die American Academy of Arts and Sciences gewählt.
Bis heute bekannt ist die von ihm entwickelte Döllen-Methode zur astronomischen Längen- und Zeitbestimmung, bei der Sterndurchgänge im Vertikal des Polarsterns beobachtet werden. Weil sich dieser nur sehr langsam am Himmel bewegt, ist die Döllen-Methode auch anwendbar, wenn die Zeit bzw. geografische Länge erst sehr ungenau bekannt ist.
Der Asteroid (7449) Döllen wurde am 6. August 2009 nach ihm benannt.

## Schriften (Auswahl)
- Über die totale Sonnenfinsternis am 16. Juli 1851. In: Abhandlungen des Observatoriums Pulkowo, 1852.
- Die Zeitbestimmung vermittelst des tragbaren Durchgangsinstruments im Verticale des Polarsterns. Erste Abhandlung. Buchdruckerei der Kaiserlichen Akademie der Wissenschaften, St. Petersburg 1863.
- Die Zeitbestimmung vermittelst des tragbaren Durchgangsinstruments im Verticale des Polarsterns. Zweite Abhandlung. Buchdruckerei der Kaiserlichen Akademie der Wissenschaften, St. Petersburg 1874.